# Caroline Brown Bourland
Caroline Brown Bourland o más frecuentemente C. B. Bourland (Peoria, Illinois, 4 de junio de 1871 - † Wisconsin, 28 de febrero de 1956) fue una romanista e hispanista estadounidense, hermana del romanista Benjamin Parsons Bourland.

## Biografía
Se licenció en la Universidad de Smith en 1893 y enseñó luego literatura inglesa, francesa y latín en los institutos secundarios de Pueblo (Colorado) (1893-1894) y Peoria (Illinois) (1896-1897). A partir de 1898 hizo un posgrado en la Sorbona y en el Bryn Mawr College. Allí completó un doctorado en 1902 sobre la obra de Giovanni Boccaccio y el Decamerón en las Literaturas Castellana y Catalana (Nueva York / París 1905).
Caroline B. Bourland estuvo entre 1902 y 1913 en el Smith College como profesora de francés y español. Tras crearse el Departamento de Español, enseñó esta materia entre 1913 y su jubilación en 1939. Coeditó la revista Smith College Studies in Modern Languages junto con Ernst H. Mensel, Howard R. Patch, Margaret Rooke y Albert Schinz. Publicó además numerosos artículos en revistas de su especialidad.

## Obra
- Bocaccio and the Decameron in castilian and catalan literature: Thesis New York... Protat Frères, 1902, impreso en Nueva  York, 1905.
- Ed. de Pedro Navarro, Comedia muy ejemplar de la marquesa de Saluzia, llamada Griselda, Revue Hispanique, IX, 1902, pp 332-354.
- Ed. de Juan Ruiz de Alarcón, Las paredes oyen, New York 1914
- Ed. de Mariano José de Larra, Selected essays Boston: Ginn and Co., 1932.
- The Spanish schoole-master and the polyglot derivatives of Noel de Berlaimont's Vocabulaire. New York, etc., 1933.
- The Short story in Spain in the seventeenth century, with a Bibliography of the Novela from 1576 to 1700, Northampton, Mass. 1927, New York 1973
- Ed. de Serafín Álvarez Quintero y Joaquín Álvarez Quintero, La reja. Comedia en un acto, Chicago 1927
- Con Edith Helman, ed. de Manuel Chaves Nogales, Vida y hazañas de Juan Belmonte, torero, New York: Norton, 1939
- Con Hélène Cattanès, Paul G. Grahan, Howard R. Patch, Margaret Rooke, Essays contributed in honor of President William Allan Neilson, Northampton, Mass. 1939–1940
- The Case of Sancho de Almazán and Juan de la Cámara versus the Crown of Castile and the Town council of Arenas (1514), Northampton, Mass.  1947
- The Guild of St. Ambrose, or Schoolmasters' guild of Antwerp, 1529-1579, Northampton, Mass.  1951.
- Raymond Foulché-Delbosc (1864-1929), 1933.